# Cilunculus haradai
Cilunculus haradai is een zeespin uit de familie Ammotheidae. De soort behoort tot het geslacht Cilunculus. Cilunculus haradai werd in 1983 voor het eerst wetenschappelijk beschreven door Nakamura & Child. 